# Peter von Rausch
Bernhard Peter von Rausch (* 7. August 1793 in Oettingen in Bayern; † 7. April 1865 in Frankfurt am Main) war ein deutscher Porträtmaler und Lithograph, der in München und Frankfurt am Main tätig war.

## Leben
Geboren wurde Rausch als viertes von 7 Kindern des „Laminarus“ (d. i. Blechner, Spengler) Johann Georg Rausch und dessen 2. Ehefrau Walburga, geb. Hasenmiller, in Oettingen, zu dieser Zeit Hauptort und Residenz des reichsunmittelbaren Fürstentums Oettingen. Er besuchte in Oettingen die katholische Volksschule und schrieb sich am 23. Mai 1811 als „Eleve“ im Fach „Historienmalerey“ in die Münchner Kunstakademie ein. Der in Düsseldorf ausgebildete Johann Peter Langer leitete die Kunstakademie und unterrichtete seit 1808 eine Malklasse. Die beiden ebenfalls 1808 neu eingerichteten Fachklassen für Historienmalerei führten sein Sohn und Schüler Robert von Langer und sein ehemaliger Mitschüler an der Düsseldorfer Kunstakademie, Moritz Kellerhoven; der Unterricht in der Kupferstecherklasse war Carl Heß (1755–1828) übertragen worden. Da die relativ neue Technik des – erst seit 1803 „Lithographie“ genannten – Steindrucks an der Kunstakademie nicht gelehrt wurde, bildete sich Rausch bei Alois Senefelder in München beziehungsweise bei dessen Werkmeister Franz Weishaupt zum Lithographen aus. Noch in München erarbeitete Rausch Bildnisse berühmter Persönlichkeiten, die er zur Vervielfältigung in der Technik der Lithographie nach eigenen Zeichnungen oder auch Gemälden wohl auch selbst auf den Stein übertrug. Es sind unter anderem die Porträts von Johann Alois und Amalie von Oettingen-Spielberg, des bayrischen Königspaares Maximilian I. Josef und Karoline Auguste von Bayern, des Pädagogen Kajetan Weiller (1762–1826) und des Schriftstellers Friedrich von Schlichtegroll, daneben aber auch Reproduktionen nach Gemälden anderer Meister für die 1817 in München verlegte Gallerie berühmter Personen älterer und neuerer Zeit von Joseph Selb (1784–1832).
1825 kam Rausch, „im Begriffe nach Italien zu reisen, nach Frankfurt a. M., wo er mit Porträtaufträgen überhäuft, zunächst seinen Wohnsitz nahm“. Erst 1836 kam die italienische Reise zur Ausführung, und 1840 ließ sich der Künstler endgültig in Frankfurt nieder. In Frankfurt sind die meisten der von Rausch gemalten Damen-, Mädchen- und Herrenbildnisse entstanden, darunter auch ein Selbstbildnis, das im Blick aus dem Fenster eines fiktiven Ateliers eine Ansicht von München zeigt. Am 7. April 1865 ist Peter Bernhard von Rausch im Alter von 71 Jahren in Frankfurt am Main verstorben. Die Hintergründe seiner Erhebung in den „persönlichen Adel“, der nur durch souveräne Landesherren vorgenommen werden konnte, ist bisher nicht geklärt. Er war Mitglied der Frankfurter Freimaurerloge Sokrates zur Standhaftigkeit.

## Werke (Auswahl)
- Der sterbende Alexander (Ölgemälde)[3]
- Mädchen mit Blumen und Fruchtkorb (1822)
- Bildnis eines Knaben mit Bogen und Köcher (1826), Greifswald, Pommersches Landesmuseum
- Bildnis des evangelischen Pfarrers Franz Fresenius
- Bildnis des evangelischen Pfarrers Dr. Friedrich
- Bildnis des Kaufmanns Joseph Diehl, Mitglieder der 1801 gegründeten Frankfurter Freimaurerloge >Sokrates zur Standhaftigkeit<
- Johannes der Täufer, Auftrag der Frankfurter Freimaurerloge >Sokrates zur Standhaftigkeit<
- Bildnis Georg Brentano (1833)
- Brustbild des Frankfurter Kaufmanns Carl Weber (1834)
- Selbstbildnis (um 1834)
- 2 Bildnisse eines Ehepaares (1849)
- Bildnis des Herzogs von Nassau (Wilhelm I. (Nassau) oder Adolph von Nassau, Großherzog von Luxemburg)_
- Bildnis des Kurfürsten von Hessen, wohl: Wilhelm II. (Hessen-Kassel)
- Bildnis Prinzessin Marie von Hessen-Darmstadt und bei Rhein, als Marija Alexandrowna Kaiserin von Russland
- Bildnis Fürst Felix von Lichnowsky, Graf von Werdenberg
- Bildnis der Frankfurter Schauspielerin Benesch als Emilia Galotti

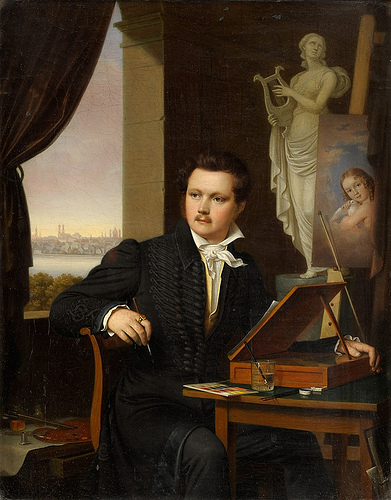
Selbstporträt im Studio in München
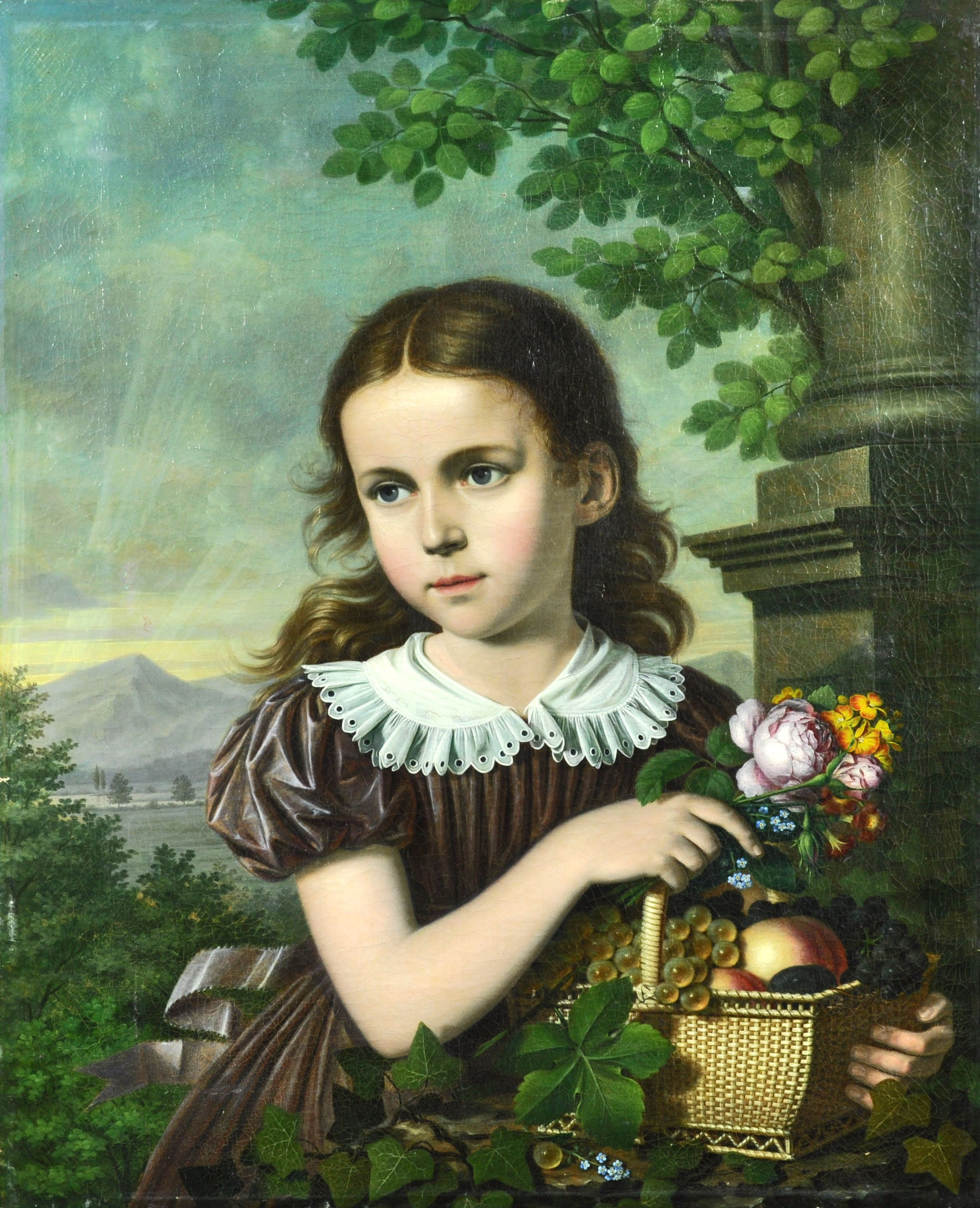
Mädchen mit Blumen und Fruchtkorb 1822
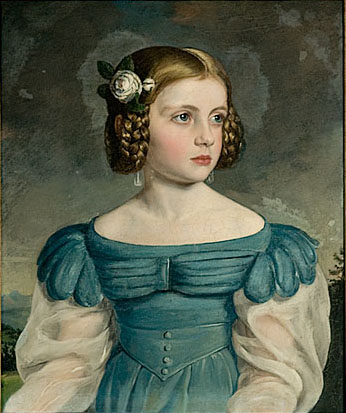
Mädchenporträt
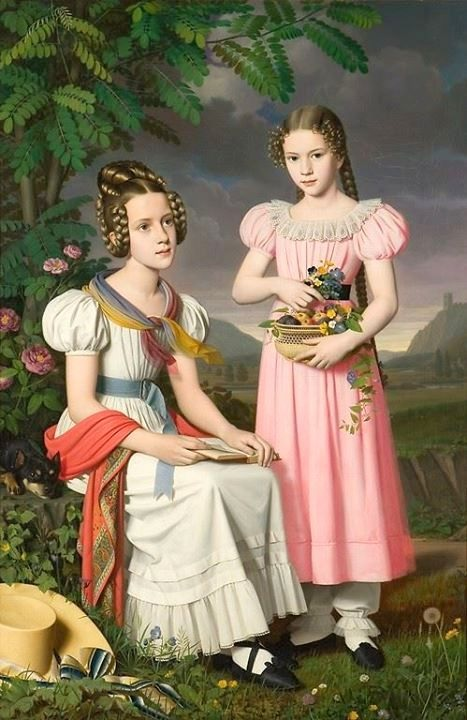
Porträt zweier Mädchen 1830